# Pascin Point
Der Pascin Point (englisch; bulgarisch нос Паскин nos Paskin) ist eine 250 m lange, ovale und felsige Landspitze an der Nordwestküste der Livingston-Insel im Archipel der Südlichen Shetlandinseln. Sie ragt 3 km ostnordöstlich des Rowe Point, 6,4 km südöstlich der Frederick Rocks, 5,82 km südlich des Dreyfus Point und nördlich des Etar-Schneefelds in die Zornitsa Cove hinein, einer Nebenbucht der Barclay Bay.
Bulgarische Wissenschaftler kartierten sie 2005, 2009 und 2017. Die bulgarische Kommission für Antarktische Geographische Namen benannte sie 2017 nach dem bulgarischen Künstler Jules Pascin (1885–1930).